# Faro de Fuerte Canning
El faro de Fuerte Canning está ubicado en la cima de Fort Canning Hill estratégicamente con vistas al puerto en Singapur, uno de los 13 faros más importantes en el Estrecho de Malaca.

## Historia
Fue construido en 1903. Cerca de The Flagstaff y Time Ball, las tres estructuras de navegación jugaron un papel importante durante la historia marítima de Singapur. En el lugar primero hubo fue un asta de bandera, reemplazada por el faro por Riley, Hargreaves & Co. en 1903, que se fusionó con otra compañía para formar United Engineers en 1909.
Aunque el faro sobrevivió a la destrucción de la Segunda Guerra Mundial, finalmente fue cerrado y desmantelado el 12 de diciembre de 1958 cuando nuevos rascacielos lo hicieron invisible desde el mar Aunque el faro es completamente funcional. Ya no cumple con su propósito original fue retirado y se erige como un legado de su contribución a la historia marítima de Singapur.